# Nadia Zülow
Nadia Zülow, verheiratete Nadia Ehning (* 30. August 1977 in Neuss) ist eine deutsche ehemalige Voltigiererin. Sie ist jeweils dreifache Welt- und Europameisterin in der Einzelwertung.

## Werdegang
Nadia Zülow wurde mit elf Jahren von ihrer Trainerin Agnes Werhahn in die erste Mannschaft des RSV im SC 36 Neuss-Grimlinghausen geholt. Zwei Jahre später absolvierte sie mit dem CVI Budapest ihr erstes internationales Turnier, bei dem sie auch Johnny Fiskbaek, den späteren Nationaltrainer Voltigieren Schwedens, kennenlernte, bei dem sie von 1999 bis 2002 trainierte. Das erste Mal erreichte sie 1995 in Malmö bei einem internationalen Turnier einen Platz unter den ersten drei. Diesem sollten sechs deutsche Meistertitel, drei Europameistertitel und drei Weltmeisterschaftstitel folgen, bis sie 2003 ihre Karriere als Einzelvoltigiererin beendete. Sie tritt weiterhin im Rahmen von Shows als Voltigiererin auf. 2008 veröffentlichte sie das Buch Voltigieren – Alles, was du wissen musst.

## Privates
Am 24. Juni 2009 heiratete Nadia Zülow ihren langjährigen Lebensgefährten, den deutschen Springreiter Marcus Ehning. Im Juli 2009 wurde ihre gemeinsame Tochter geboren, auch drei Söhne gingen bislang aus der Ehe hervor.

## Erfolge
- Weltmeisterschaften[4]
  - Gold: 1998, 2000, 2002

- Europameisterschaften
  - Gold: 1999, 2001, 2003
  - Silber: 1997

- Deutsche Meisterschaften
  - Gold: 1997, 1998, 2000, 2001, 2002, 2003

- CVI-Siege
  - 1999: CVI Malmö, CVI Rhede
  - 2000: CVI** Stadl-Paura (AUT)
  - 2001: CVI** Saumur (FRA)
  - 2002: CVI Rhede, CVI** Stadl-Paura (AUT)

## Auszeichnungen
- Silbernes Lorbeerblatt der Bundesrepublik Deutschland
- Ehrenzeichen der Deutschen Reiterlichen Vereinigung (FN) in Gold mit Lorbeeren
- Goldene Nadel des Deutschen Olympiade-Komitees für Reiterei (DOKR)
- Ehrennadel der Landwirtschaftskammer Rheinland in Gold mit Diamanten
- Sportplakette des Landes Nordrhein-Westfalen[5]
- 2006 erhielt sie für ihre wissenschaftliche Arbeit zum Voltigiersport den von Arno Gego initiierten Academic Student Promotion Award, mit dem herausragende Bachelor-, Master- und Doktorarbeiten mit einem Preisgeld von 3.000 € ausgezeichnet werden, die einen pferdebezogenem Themenschwerpunkt aufweisen.[6]

## Publikationen
- Nadia Zülow, Margot Berger: Voltigieren – Alles, was du wissen musst: Geschichten und Sachwissen. Arena Verlag, Würzburg 2008. ISBN 978-3-401-45313-2